# Spilosoma sikkimensis
Spilosoma sikkimensis là một loài bướm đêm thuộc phân họ Arctiinae, họ Erebidae.